# Henricia eschrichti
Henricia eschrichti är en sjöstjärneart som först beskrevs av Müller och Franz Hermann Troschel 1842.  Henricia eschrichti ingår i släktet Henricia och familjen krullsjöstjärnor. Inga underarter finns listade i Catalogue of Life.